# Angama (îles Ryūkyū)

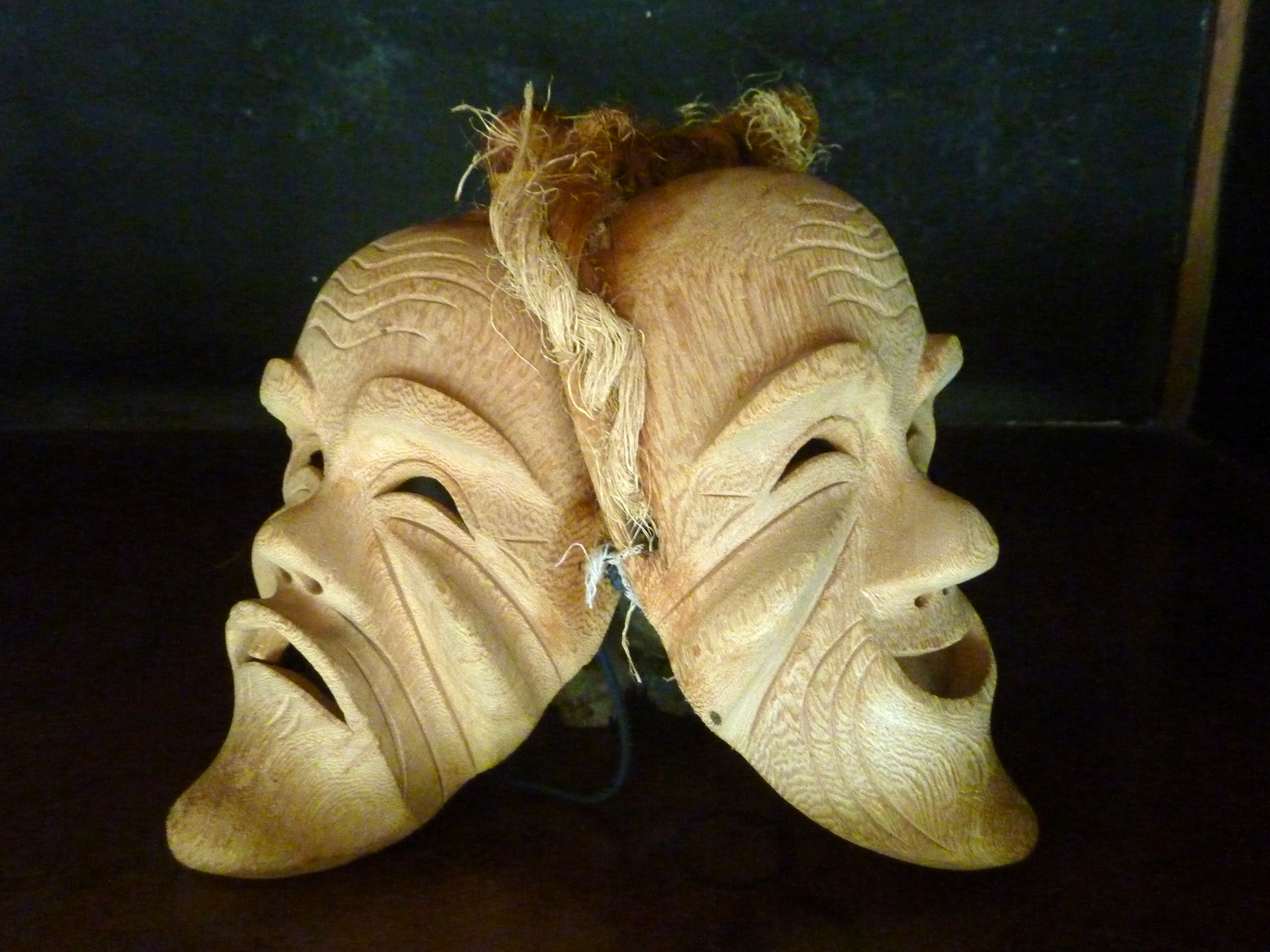
Masque grotesque de Paipateroma

Selon les superstitions des îles Ryukyu, les angama sont des êtres particuliers qui entrent dans les villages en dansant et frappant des gongs dans la nuit. Les angama portent « des masques en papier peint grotesquement qu'ils ont eux-mêmes confectionnés et sont vêtus de yukata de femmes ».